# 슬로바키아 국립은행
슬로바키아 국립은행(슬로바키아어: Národná banka Slovenska, 약칭: NBS)은 슬로바키아의 중앙은행으로, 유럽 연합과 유럽 중앙은행 제도의 회원이다. 2009년 1월 1일부터 유로 시스템의 회원국이 되었다.
그것은 9개의 지역 지점을 가지고 있고 슬로바키아의 모든 은행들보다 우수하다.

## 역사
그것은 물가 안정을 유지하는 것이 기본 목표인 독립 기관이다. 1993년 1월 1일 체코 국립은행과 함께 체코슬로바키아 국립은행과 함께 설립되었다.
슬로바키아 정부가 승인한 이 은행은 통화 정책 성과와 관련된 국제 금융 기관 및 국제 금융 시장 거래에서 슬로바키아를 대표한다.
슬로바키아 국립은행의 최고 통치 기구는 통화 정책을 수립하고 적절한 상품과 통화 조치에 대한 규칙을 적용하는 은행 이사회이다. 슬로바키아 정부는 주지사와 부통령 2명으로 구성되어 있으며, 이들은 슬로바키아 대통령과 다른 8명의 구성원에 의해 임명되고 해임되며, 이들은 주지사의 제안에 따라 슬로바키아 정부에 의해 임명되고 있다. 은행 이사회의 3명 정도가 NBS와 업무 관계를 맺을 필요가 없다.
현재 국립은행 총재는 2019년 6월 1일 취임한 피터 카지미르이다.
슬로바키아 국립은행은 1993년부터 《비아텍》 저널을 발행하고 있다.

## 본부
슬로바키아 국립은행의 본점 건물은 2002년 5월 23일 슬로바키아의 수도 브라티슬라바에 문을 열었다. 높이가 111.6m이고 33층인 이 건물은 안테나 높이를 포함하지 않고 브라티슬라바에서 가장 높은 건물이다.

## 같이 보기
- 슬로바키아 코루나
- 슬로바키아의 경제